# Красинский, Адам Станислав (епископ каменецкий)
Адам Станислав Красинский (4 апреля 1714 — ноябрь 1800) — польский религиозный и государственный деятель, секретарь великий коронный (с 1752 года), епископ каменецкий (1759—1798), президент Коронного Трибунала (1759), один из создателей и руководителей Барской конфедерации.

## Биография
Происходил из шляхетского рода Красинских герба Слеповрон. Третий сын каштеляна визненского Яна Красинского и Эльжбеты Терезы Солтык. Брат подкомория ружанского Михала Иеронима Красинского (1712—1784).
В 1733 году Адам Станислав Красинский поддерживал польского короля Станислава Лещинского, вместе с ним находился в Гданьске, осажденной русско-саконской армией, затем в Кёнигсберге. В 1734 году в качестве комиссара Дзиковской конфедерации был отправлен в Париж, где продолжил своё образование. В 1737 году отправился на учёбу в Рим. В 1747 году поступил в Краковскую академию.
При поддержке канцлера великого коронного Андрея Станислава Залуского Адам Красинский был назначен каноником плоцким и стал работать в королевской канцелярии Августа III. В 1751 году в качестве депутата плоцкого капитула участвовал в заседаниях Коронного Трибунала. В 1752 году получил должность секретаря великого коронного. В 1753 году — каноник гнезненский, в 1757 году — прелат-схоластик гнезненский. В том же году стал кавалером Ордена Белого Орла.
В 1759 году Адам Станислав Красинский был назначен президентом Коронного Трибунала в Люблине и стал епископом каменецким. Во время правления Августа III был членом придворной партии и противником Фамилии. В июне 1763 года брал участие в съезде гетманской партии в Белостоке, организованной великим гетманом коронным Яном Клеменсом Браницким. Во время бескоролевья поддерживал кандидатуру саксконского курфюрста.
Епископ каменецкий Адам Красинский формально признал Станислава Понятовского новым королём Речи Посполитой, но был противником его реформ. В 1767 году присоединился к Радомской конфедерации и вместе с примасом Габриэлем Подосским строил планы детронизации Станислава Понятовского с помощью русского посла князя Николая Васильевича Репнина.
Адам Станислав Красинский участвовал в подготовке восстания барских конфедератов против России. В конце 1768 года прибыл в Париж, где получил аудиенцию у французского короля Людовика XV, который обещал оказать дипломатическую и денежную помощь барским конфедератам. В середине февраля 1769 года в Бардеёве (Венгрия) убедил Юзефа Бержанского убить короля Станислава Августа. 31 октября 1769 года епископ каменецкий Адам Красинский и подскарбий великий коронный Теодор Вессель возглавили генеральную раду Барской конфедерации в изгнании (в Бельско-Бяле). Лидеры конфедерации отправляли своих послов кко дворам иностранных монархов, пытаясь добиться помощи для барских конфедератов. В феврале 1770 году находился в Дрездене, но не получил помощи от саксонского курфюрста. 9 апреля 1770 года безрезультатно встречался с австрийским императором Иосифом II в Прешове. В августе того же года встретился в Прешове с французским военачальником Шарлем Франсуа Дюмурье, передав ему командование над частью барских конфедератов. Был одним из организаторов похищения Станислава Августа Понятовского, которого должен был похитить Казимир Пулавский 3 ноября 1771 года. 2 октября 1772 года был схвачен казаками и доставлен в Варшаву.
Примирился с королём, но вынужден был дистанцироваться от политической жизни. В 1780 году из своих имений в Подолии переписывался с австрийским императором Иосифом II, а в 1781 году — с польским королём Станиславом Понятовским. В 1780, 1782, 1784 и 1786 годах руководил сеймовым судом. В 1787 году приказал восстановить крепость в Каменце-Подольском. Во время «Великого» сейма Адам Станислав Красинский был одним из самых главных сторонников конституции 3 мая 1791 года. В 1792 году выступил против Тарговицкой конфедерации и был лишен лидерами конфедерации своей епархии. В 1794 году поддержал польское восстание под руководством Тадеуша Костюшко, собирал денежные средства на помощь восставшим. После поражения восстания Адам Красинский окончательно оставил политическую деятельность.
В октябре 1800 года скончался в Красне на Мазовии.